# Otto von Falke
Otto von Falke, född 29 april 1862, död 15 augusti 1942, var en tysk konsthistoriker. Han var son till Jacob von Falke.
Falke innehade bland annat 1920–1928 befattningen som generaldirektör för statens museer i Berlin. Han skrev bland annat Deutsche Schmelzarbeiten des Mittelalters (1904) och Der Dreikönigschrein des Nikolaus von Verdun im Kölner Domschatz (1911).